# Jambalaya

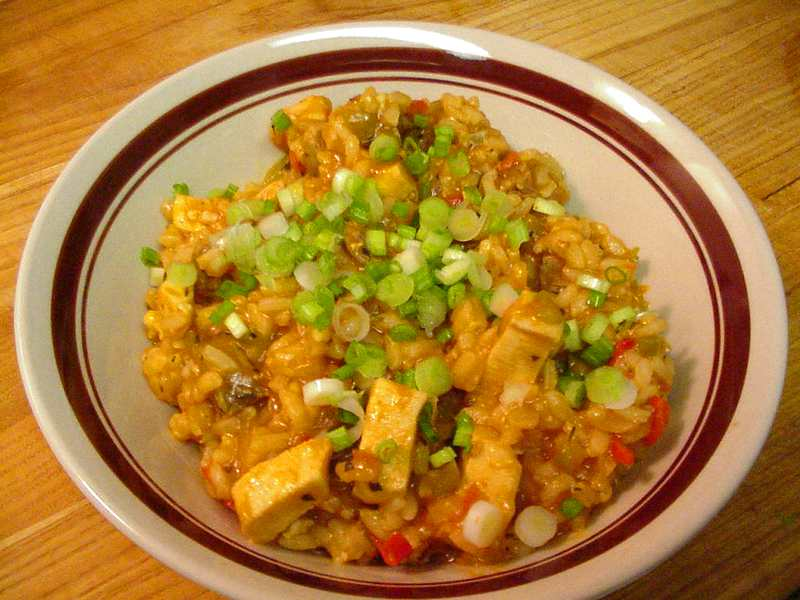
Jambalaya

Jambalaya – potrawa kreolska, składająca się głównie z ryżu, z dodatkiem cebuli, czosnku, papryki i pomidorów.
Jej dokładny skład zależy od pochodzenia przepisu. Występuje w bardzo wielu wersjach.
Jambalaya jest to raczej rodzaj przygotowywania ryżu z dodatkami, niż konkretny przepis, gdyż tradycyjne składniki różnią się w zależności od tego, co było aktualnie dostępne na targu, w gospodarstwie, zostało wyłowione z wody lub też upolowane.
Podstawą potrawy są powoli podsmażane na oleju lub lepiej smalcu wieprzowym, pokrojone w kostkę: cebula, słodka papryka i seler naciowy. Następnie dodawane są komponenty mięsno-rybne, takie jak skorupiaki (kraby, krewetki, raki), kurczak, kiełbasa wieprzowa andouille lub inne wędzone mięsa, oraz niekiedy tak egzotyczne składniki jak mięso aligatora, żółwia lub nutrii.
Na końcu dodawany jest ryż i całość zalana zostaje wodą lub rosołem i odstawiona na wolny ogień.
Przyprawą jest zwykle pikantny sos typu tabasco.
Potrawa ta powstała najprawdopodobniej w wyniku fuzji kuchni hiszpańskiej, gdzie występuje pierwowzór, paella, z elementami kuchni francuskiej ludności cajuńskiej oraz wpływów afrykańsko-indiańskich.